# Jiří Teplý
Jiří Teplý (* 2. Dezember 1962 in Nové Město na Moravě) ist ein ehemaliger tschechischer Skilangläufer.

## Werdegang
Teplý, der für den Dukla Liberec und den TJ Nové Město na Moravě startete, debütierte im Dezember 1988 in Bohinj im Skilanglauf-Weltcup und belegte dabei den 31. Platz über 30 km Freistil. Bei den Weltmeisterschaften 1991 im Val di Fiemme lief er auf den 42. Platz über 15 km Freistil und auf den 13. Rang über 50 km Freistil. Damit holte er seine ersten Weltcuppunkte und errang zum Saisonende mit dem 48. Platz im Gesamtweltcup sein bestes Gesamtergebnis. Im folgenden Jahr lief er bei den Olympischen Winterspielen in Albertville auf den 21. Platz über 50 km Freistil und auf den 18. Platz über 30 km klassisch. In der Saison 1992/93 erreichte er mit Platz 11 in Ramsau am Dachstein über 10 km Freistil seine beste Einzelplatzierung im Weltcup. Beim Saisonhöhepunkt, den Weltmeisterschaften 1993 in Falun, belegte er den 54. Platz über 10 km klassisch und den 28. Rang über 30 km klassisch. Seine letzten internationalen Rennen absolvierte er im folgenden Jahr bei den Olympischen Winterspielen in Lillehammer. Dort kam er auf den 17. Platz über 30 km Freistil und auf den achten Rang mit der Staffel.

## Teilnahmen an Weltmeisterschaften und Olympischen Winterspielen

### Olympische Spiele
- 1992 Albertville: 18. Platz 30 km klassisch, 21. Platz 50 km Freistil
- 1994 Lillehammer: 8. Platz Staffel, 17. Platz 30 km Freistil

### Nordische Skiweltmeisterschaften
- 1991 Val di Fiemme: 13. Platz 50 km Freistil, 42. Platz 15 km Freistil
- 1993 Falun: 28. Platz 30 km klassisch, 54. Platz 10 km klassisch